# قتل‌عام هومفریگانج
قتل‌عام هومفریگانج (به انگلیسی: Homfreyganj massacre) قتل‌عام مظنونین به جاسوسی در طول جنگ جهانی دوم در جزایر آندامان اشغالی بود.
در ۳۰ ژانویه ۱۹۴۴، ۴۴ غیرنظامی هندی، مظنون به جاسوسی، توسط ژاپنی‌ها اعدام شدند. همه آنها از فاصله نزدیک به ضرب گلوله کشته شدند. اکثر قربانیان اعضای اتحادیه استقلال هند بودند.
در زمان قتل‌عام، جزایر آندامان از نظر فنی تحت کنترل هند آزاد بودند، اگرچه در واقع، ژاپنی‌ها تا حد زیادی مسئول بودند. با وجود فقدان اقتدار عملی، دولت آزاد هند اغلب به ناتوانی در برابر مردم خود متهم می‌شد.